# Bulgarische Eishockeyliga 1957/58
Die Saison 1957/58 war die sechste Spielzeit der bulgarischen Eishockeyliga, der höchsten bulgarischen Eishockeyspielklasse. Meister wurde zum insgesamt dritten Mal in der Vereinsgeschichte Tscherweno sname Sofia.

## Modus
Der Erstplatzierte der Hauptrunde wurde Meister.

## Hauptrunde
|    | Klub                   |
| -- | ---------------------- |
| 1. | Tscherweno sname Sofia |
| 2. | Akademik Sofia         |
| 3. | ZDNA Sofia             |
| 4. | HK Lewski Sofia        |
| 5. | Dunaw Russe            |
| 6. | Metalurg Pernik        |
| 7. | Spartak Sofia          |
| 8. | Lokomotive Sofia       |
| 9. | Septemwri Sofia        |

Sp = Spiele, S = Siege, U = unentschieden, N = Niederlagen, OTS = Overtime-Siege, OTN = Overtime-Niederlage, SOS = Penalty-Siege, SON = Penalty-Niederlage